# Потіївська волость
Потіївська волость — адміністративно-територіальна одиниця Радомисльського повіту Київської губернії з центром у селі Облітки (з початку ХХ ст. — у селі Потіївка).

## Історія
За довідником 1885 року, до волості входило 24 населених пункти, об'єднаних у 19 громад, із загальною кількістю дворів 855. Загальна площа земель — 48 607 десятин, з них 19 982 дес. ріллі. Чисельність населення — 10 600 осіб, з них 5 247 чоловіків та 5 353 жінки. Основні поселення волості: Облітки, Заболоття, Заньки, Котівка, Моделів, Потіївка, Устинівка, Чайківка, Янівка.
Наприкінці ХІХ ст. волость розшрилася за рахунок приєднання більшості поселень ліквідованої Горбулівської волості (тут подано стан волості вже після цих змін). Станом на 1900 рік складалася з 78 поселень — 47 сіл, 11 хуторів, 2 єврейських колоній, 11 німецьких колоній, 4 ферм, 3 слобід. Населення — 22390 осіб (11263 чоловічої статі та 11127 — жіночої), з них 18 393 православних, 1 730 католиків, 1 410 лютеранів, 494 юдеїв, 363 — інших конфесій.
|                     | Площа, десятин | У тому числі орної, дес. |
| ------------------- | -------------- | ------------------------ |
| Сільських громад    | 37819          |                          |
| Приватної власності | 15018          |                          |
| Казенної власності  | 444 (церковні) | —                        |
| Іншої власності     | -              | -                        |
| Загалом             | 53281          | 39776                    |

Основні поселення волості:
- Облітки-Шлямарка — селянське село за 20 верст від повітового міста, 833 особи, 171 двір, поштова (земська) станція, православна церква, школа грамоти, кузня, вітряк, запасний хлібний магазин. Був пожежний обоз.
- Видибор — казенне село за 25 верст від повітового міста, 795 осіб, 158 дворів, православна церква, церковно-парафіяльна школа, 3 водяні млини, кузня, хлібний магазин. Був пожежний обоз.
- Горбулів — власницьке село за 20 версти від повітового міста, 1404 особи, 309 дворів, православна церква, римо-католицький костел, єврейська синагога, церковно-парафіяльна школа, фельдшер, 2 водяні млини, паровий млин, 2 маслобійні, 4 кузні, хлібний магазин. Був пожежний обоз.
- Заболоть — селянська село за 10 верст від повітового міста, 984 особи, 172 двори, православна церква, 2-класна парафіяльна школа, фельдшер, 3 кузні, запасний хлібний магазин. Був пожежний обоз.
- Котівка — власницьке село за 10 верст від повітового міста, 1855 осіб, 156 дворів, каплиця, школа грамоти, 3 кузні, казенна винна лавка, запасний хлібний магазин. Був пожежний обоз.
- Моделів — власницьке село за 20 верст від повітового міста, 723 особи, 178 дворів, православна церква, школа грамоти, 2 вітряки, кузня, запасний хлібний магазин. Був опжежний обоз.
- Нераж — власницьке село за 25 верст від повітового міста, 1377 осіб, 299 дворів, 2 вітряки, маслобійня, 3 кузні.
- Нова Буда — власницьке село за 27 верст від повітового міста, 782 особи, 151 двір, школа грамоти, паровий млин, вітряк, 2 кузні, казенна винна лавка, хлібний магазин. Був пожежний обоз.
- Пилиповичі — власницьке село за 15 верст від повітового міста, 713 осіб, 148 дворів, православна церква, водяний млин, 3 кузні, запасний хлібний магазин. Був пожежний обоз.
- Потіївка — власницьке село за 23 версти від повітового міста, 1098 осіб, 215 дворів, православна церква, церковно-парафіяльна школа, вітряк, запасний хлібний магазин. Пожежний обоз.
- Русанівка — власницьке село за 12 верст від повітового міста, 697 осіб, 125 дворів, каплиця, запасний хлібний магазин. Був пожежний обоз.
- Торчин — власницьке село за 18 верст від повітового міста, 1112 осіб, 211 дворів, православна церква, церковно-парафіяльна школа, вітряк, 2 кузні, запасний хлібний магазин. Був пожежний обоз.
- Чайківка — селянське село за 12 верст від повітового міста, православна церква, церковно-парафіяльна школа, 2 кузні, казенна винна лавка, хлібний магазин. Був пожежний обоз.
- Янівка — селянське село за 25 верст від повітового міста, православна церква, церковно-парафіяльна школа, 4 кузні, хлібний магазин. Був пожежний обоз[2].

У 1910-х роках волость змінює назву на Облітківську. Тоді ж відновлено Горбулівську волость, до якої відійшли села Видибор, Горбулів, Моделів, Нераж, Пилиповичі, Торчин, Чайківка.
7 березня 1923 року, відповідно до указу ВУЦВК «Про адміністративно-територіальний поділ», територію волості включено до складу новоутвореного Потіївського району Малинської округи.